# Gare de Saint-Michel - Notre-Dame
Gare de Saint-Michel - Notre-Dame vasútállomás és RER állomás Franciaország fővárosában, Párizsban.

## Vasútvonalak
Az állomást az alábbi vasútvonalak érintik:
- Quai-d'Orsay–Paris-Austerlitz-vasútvonal
- B RER-vonal

## Kapcsolódó állomások
A vasútállomáshoz az alábbi állomások vannak a legközelebb:
- Gare de Châtelet – Les Halles (Gare Aéroport Charles-de-Gaulle 2 TGV, Gare de Mitry - Claye, B RER-vonal)
- Gare de Musée d’Orsay (Gare de Pontoise, Gare de Saint-Quentin-en-Yvelines - Montigny-le-Bretonneux, Gare de Versailles-Château-Rive-Gauche, RER C)
- Gare du Luxembourg (Gare de Saint-Rémy-lès-Chevreuse, Gare de Robinson, B RER-vonal)
- Paris Gare d’Austerlitz (Gare de Saint-Martin-d'Étampes, Gare de Dourdan - La Forêt, Gare de Massy - Palaiseau, RER C)

## Nevezetességek a közelben
- Cité-sziget
- Notre-Dame-székesegyház

## Lásd még
- Franciaország vasútállomásainak listája
- A párizsi RER állomásainak listája